# Gold dust (álbum)
Gold dust, —en español: Polvo dorado— es el decimotercero álbum de estudio de la compositora Tori Amos, producido por la propia artista en los arreglos con la colaboración de John Philip Shenale. Inspirado y siguiendo la misma línea de su anterior álbum de música clásica «Night of hunters», éste cuenta con una selección que abarca material de toda su discografía desde 1992 hasta 2009, fue grabado con la famosa Orquesta Metropole, realizado por Jules Buckley. Saldrá a la venta el 1 de octubre de 2012, en el Reino Unido y 2 de octubre de 2012, en los EE. UU. y Canadá a través de Deutsche Grammophon/ Mercury Classics.

## Antecedentes
El origen del proyecto se debió a un concierto realizado en el Heineken Music Hall en Ámsterdam el 8 de octubre de 2010, donde la cantante con la colaboración de la Orquesta Metropole daba un ambiente sinfónico a sus canciones.
Este acontecimiento preparó el escenario para la grabación de las canciones que formarían parte de Gold dust.
El disco conmemora el vigésimo aniversario del lanzamiento de «Little earthquakes», así como la música publicada hasta ahora. La colección tiene tendencias autobiográficas, optando por canciones que representan una narrativa personal en lugar de incluir una serie de sencillos. De los temas incluidos, Amos señala: "[son] una colección de nuevas grabaciones donde están ahora y que han llegado a ser".

## Lista de canciones
Todas las canciones escritas por Amos.
- Edición estándar:

| N.º | Título                                                      | Duración |  |
| 1.  | «Flavor Videoclip» (de Abnormally attracted to sin; 2009)   | 4:08     |  |
| 2.  | «Yes, Anastasia» (de Under the Pink; 1994)                  | 4:17     |  |
| 3.  | «Jackie's strength» (de From the Choirgirl Hotel; 1998)     | 4:32     |  |
| 4.  | «Cloud on my tongue» (de Under the Pink; 1994)              | 4:23     |  |
| 5.  | «Precious things» (de Little Earthquakes; 1992)             | 4:44     |  |
| 6.  | «Gold dust» (de Scarlet's walk; 2002)                       | 5:45     |  |
| 7.  | «Star of wonder» (de Midwinter graces; 2009)                | 3:46     |  |
| 8.  | «Winter» (de Little Earthquakes; 1992)                      | 5:45     |  |
| 9.  | «Flying dutchman» (de "China (sencillo)"; 1992)             | 6:21     |  |
| 10. | «Programmable soda» (de American doll posse; 2007)          | 1:27     |  |
| 11. | «Snow cherries from France» (de Tales of a librarian; 2003) | 3:01     |  |
| 12. | «Marianne» (de Boys for Pele; 1996)                         | 4:08     |  |
| 13. | «Silent all these years» (de Little Earthquakes; 1992)      | 4:33     |  |
| 14. | «Girl disappearing» (de American doll posse; 2007)          | 4:06     |  |

- Edición deluxe - Bonus track

| iTunes |                                                           |          |  |
| N.º    | Título                                                    | Duración |  |
| 15.    | «Maybe California» (de Abnormally attracted to sin; 2009) | 4:20     |  |

| Amazon |                                          |          |  |
| N.º    | Título                                   | Duración |  |
| 15.    | «Snow angel» (de Midwinter graces; 2009) | 3:42     |  |

Los álbumes To Venus and back (1999), Strange little girls (2001), The beekeeper (2005) y Night of hunters (2011) no están representados en este disco ya que no cuenta con arreglos de John Philip Shenale.